# ميريل مور
ميريل مور (بالإنجليزية: Merrill Moore)‏ (و. 1903 – 1957 م) هو طبيب نفسي، وشاعر من الولايات المتحدة الأمريكية . ولد في كولومبيا .

## التعليم
تعلم في جامعة فاندربيلت